# مونته رینالدو
مونته رینالدو (به ایتالیایی: Monte Rinaldo) یک کومونه در ایتالیا است که در استان فرمو واقع شده‌است.

## خصوصیات
مونته رینالدو ۷٫۸ کیلومترمربع مساحت و ۴۰۹ نفر جمعیت دارد و ۴۸۵ متر بالاتر از سطح دریا واقع شده‌است.